# Anna Bełtowska-Król
Anna Bełtowska-Król (ur. 6 marca 1949 w Nowym Targu) – polska lekkoatletka, pierwsza mistrzyni Polski w maratonie.

## Kariera
Początkowo specjalizowała się w biegach na 400 metrów i na 800 metrów. Wystąpiła na mistrzostwach Europy w 1969 w Atenach, gdzie w sztafecie 4 × 400 metrów odpadła wraz z koleżankami (Krystyna Hryniewicka, Danuta Piecyk, Elżbieta Skowrońska) w eliminacjach, ustanawiając jednak rekord Polski wynikiem 3:38,1.
Na letniej uniwersjadzie w 1973 w Moskwie] zajęła 9. miejsce w biegu na 800 metrów. Zdobyła brązowy medal w tej konkurencji na mistrzostwach Polski w 1973. Była również brązową medalistką mistrzostw Polski w biegu przełajowym (na krótkim dystansie) w 1975 i w 1976.
Po przerwie spowodowanej macierzyństwem Anna Bełtowska-Król skoncentrowała się na bieganiu na długich dystansach, zwłaszcza biegu maratońskim. Była pierwszą mistrzynią Polski w tej konkurencji w 1981, a także w 1982, wicemistrzynią w 1983 i 1984 oraz brązową medalistką w 1987. Zajęła odległe miejsce w inauguracyjnych mistrzostwach świata kobiet w biegu ulicznym w San Diego. Wystąpiła w maratonie na zawodach Przyjaźń-84 w Pradze, rozegranych dla sportowców państw, które zbojkotowały igrzyska olimpijskie w 1984 w Los Angeles, ale nie ukończyła biegu. Startowała w Pucharze Europy w maratonie w 1985 w Rzymie, gdzie w drużynie zajęła 6. miejsce, a indywidualnie – 31. miejsce.
Zwyciężyła w Maratonie Warszawskim w 1980, a w 1981 zajęła 2. miejsce. W Maratonie Berlińskim zajęła 10. miejsce w 1983 i 6. miejsce w 1984. 25 kwietnia 1982 w Dębnie ustanowiła rekord Polski w maratonie wynikiem 2:44:28, który przetrwał do następnego roku.
W 1988 zwyciężyła w biegu maratońskim w mistrzostwach Europy weteranów.
W latach 1970–1973 startowała w trzech meczach reprezentacji Polski (3 starty) w biegu na 800 metrów, odnosząc 1 zwycięstwo indywidualne.
Rekordy życiowe:
| Konkurencja           | Data i miejsce             | Wynik    | Źródło        |
| --------------------- | -------------------------- | -------- | ------------- |
| bieg na 400 metrów    | 19 sierpnia 1973, Moskwa   | 55,39    | [ 13 ] [ 14 ] |
| bieg na 800 metrów    | 21 czerwca 1973, Warszawa  | 2:06,5   | [ 14 ] [ 15 ] |
| bieg na 1000 metrów   | 9 września 1973, Warszawa  | 2:46,4   | [ 14 ] [ 16 ] |
| bieg na 1500 metrów   | 21 sierpnia 1976, Warszawa | 4:22,23  | [ 14 ] [ 17 ] |
| bieg na 3000 metrów   | 28 września 1976, Kijów    | 9:26,6   | [ 14 ] [ 18 ] |
| bieg na 5000 metrów   | 12 czerwca 1983, Grudziądz | 16:45,61 | [ 14 ] [ 19 ] |
| bieg na 10 000 metrów | 31 sierpnia 1987, Sopot    | 35:29,57 | [ 14 ] [ 20 ] |
| bieg maratoński       | 6 maja 1984, Dębno         | 2:40:20  | [ 14 ] [ 21 ] |

Była zawodniczką AZS-AWF Kraków i Hutnika Kraków.
Ukończyła Wyższą Szkołę Pedagogiczną w Krakowie uzyskując magisterium z mechaniki oraz studia podyplomowe na Akademii Wychowania Fizycznego w Warszawie.